# Донин, Павел Арсентьевич
Па́вел Арсе́нтьевич До́нин (1910 — неизвестно) — советский футболист, нападающий.
Всю недолгую карьеру в командах мастеров провёл в ленинградском «Сталинце». В 1936—1937 годах сыграл в группе «Б» 17 матчей, забил 6 голов, в 1938 году в чемпионате СССР в четырёх матчах забил один гол.